# Sinking Ship
Sinking Ship je drugi studijski album slovenske elektronske zasedbe YGT. Izšel je 15. februarja 2019 pri založbah King Deluxe in Youngblood Records.

## Glasba
Pesem "Zvezde" uporablja sample pesmi "Zvezde padajo v noč" v izvedbi ansambla Bratje Boštjančič; glasbo sta napisala Vilko in Slavko Avsenik, besedilo Ciril Zlobec, avtor aranžmaja pa je Jože Privšek. Pesem je leta 1962 zaslovela kot popevka v izvedbi Marjane Deržaj.

## Kritični odziv
Za Radio Študent je Jakob Mraz v recenziji albuma rekel: "[A]lbum Sinking Ship je celosten in izpopolnjen izdelek, s sicer nekoliko zmanjšano količino mladostniške zvedavosti, a z občutno uravnovešenostjo in modrostnim obrazom odraslosti. Morda bi lahko rekli, da predstavlja iniciacijo skupine, katere rast smo na ljubljanskih odrih lahko spremljali prav od njenih prvih korakov."
Ob koncu leta je bil album uvrščen na 15. mesto na seznam Domače naj Tolpe bumov™ leta 2019, seznam najboljših slovenskih albumov leta.

### Priznanja
| objava        | uvrstitev | seznam                            |
| ------------- | --------- | --------------------------------- |
| Radio Študent | 15.       | Domače naj Tolpe bumov™ leta 2019 |

## Seznam pesmi
Vse pesmi sta napisala Gregor Kocijančič in Fejzo Košir, razen pesmi 4 in 10, ki so ju napisali Kocijančič, Košir in Luka Uršič.
| Št.             | Naslov                   | Dolžina |
| --------------- | ------------------------ | ------- |
| 1.              | „Sinking Ship‟           | 3:40    |
| 2.              | „Cast Away‟              | 2:37    |
| 3.              | „Eleventh Century‟       | 4:52    |
| 4.              | „New Heart‟ (feat. Kalu) | 5:10    |
| 5.              | „Paradoxical Relaxation‟ | 3:09    |
| 6.              | „Mothertongue‟           | 3:22    |
| 7.              | „The Disciple‟           | 3:30    |
| 8.              | „Moscow Nights‟          | 2:48    |
| 9.              | „Zvezde‟                 | 3:39    |
| 10.             | „Sign‟ (feat. Kalu)      | 4:52    |
| Skupna dolžina: | Skupna dolžina:          | 37:23   |

## Zasedba
YGT
- Gregor Kocijančič — vokal, klaviature, sintesajzer, bas kitara
- Aljaž "Fejzo" Košir — bobni, beati
- Mina Fina — videoprojekcije (v živo)

Gostujoči glasbeniki
- Kalu (Luka Uršič) — vokal, klaviature

Tehnično osebje
- Sam Mason — oblikovanje
- Persian Empire — miks
- Lajos Nádházi in Kristóf Ambrózy — miks
- Steve Kitch — mastering
- Peter Krahn, Nicholas Concklin, John Moses — izvršna produkcija